# Восход (Стара Маячка)
«Восход» — український жіночий футбольний клуб з села Стара Маячка Херсонської області.
Починаючи з сезону 2018/19 років виступав у Вищій лізі.

## Історія
У вересні 2016 року жіночою футбольною командою Старої Маячки почав опікуватися президент Громадської організації «Футбольний клуб Восток» Віктор Олександрович Пунгін. Мета та основні напрямки в роботі організації: «...розвиток жіночого футболу в Україні. Основними напрямками діяльності Організації є:підготовка та тренування молоді, з метою підвищення фізичної культури та розвитку футболу в Україні, підготовка спортсменів для участі в змаганнях в Україні та за її межами, підвищення спортивного авторитету в Україні, організація спортивних змагань різних рівнів, участь у спортивних змаганнях всіх рівнів, розвиток молоді та спорту». Свій перший офіційний матч «Восход» зіграв 29 квітня 2017 року в Харкові, проти ХОВУФКС - ХНПУ, в якому поступився з рахунком 2:6. Автор першого голу в історії клубу — Анна Юріївна Зюсь.
У своєму дебютному сезоні в Першій лізі команда зазнала 3-х поразок та посіла останнє місце в групі C. Свою першу перемогу в чемпіонатах України гравчині зі Старої маячки здобули 10 вересня 2017 року, обігравши (3:0) в поєдинку 1-о туру групи B миколаївський «Спартак-Оріон». За підсумками сезону 2017/18 «Восход» став переможцем Першої ліги, обігравши у фіналі новояворівську «Янтарочку», та виборов путівку до Вищої ліги.
В еліті жіночого футболу України дебютував 5 серпня 2018 року переможним (3:1) виїзним поєдинком 1-о туру проти уманських «Пантер». Автором дебютного для колективу зі Старої Маячки голу у Вищій лізі стала на 26-й хвилині Юлія Стець (оформила хет-трик у тому матчі). Дебют для «Восхода» в еліті українського футболу виявився вдалим, за тур до завершення змагань команда забезпечила собі бронзові нагороди чемпіонату. У кубку України команда також зіграла вдало, дійшла до фіналу, де з рахунком 0:2 поступилася харківському «Житлобуду 1». Навесні 2019 року команду підсилили перші в історії клубу легіонери і команда спромоглася ще два сезони поспіль виграти бронзові медалі чемпіонату.
Після повномасштабного російського вторгнення «Восход» тимчасово припинив свої виступи.

## Досягнення
- Вища ліга України
  -  Бронзовий призер (3): 2018/19[8], 2019/20, 2020/21
- Перша ліга України
  -  Чемпіон (1): 2017/18[6]
- Кубок України
  -  Фіналіст (2): 2018/19[9], 2019/20

## Відомі гравчині
- Жозефін Нганді
- Марія Алуко
- Гіфті Ачемпонг
- Барбара Гогогуй
- Токжан Бекпенбет
- Ірина Сандалова
- Ольга Осіпян
- Вероніка Кожухар
- Яна Деркач
- Юлія Семенюк
- Поліна Янчук
- Вікторія Головач
- Юлія Стець